# BWT (企業)
BWT AGは、オーストリアの企業。浄水器の製造・販売を中心に、水処理関連全般の業務を扱う。

## 概要
1823年、ドイツで「Benckiser Wasser Technik」の名前で創業。1990年に当時の経営陣がマネジメント・バイアウト（MBO）の形で独立し、オーストリア法人として再出発し、現在の企業の形になった。社名の「BWT」は、元々は創業時の社名の頭文字を取ったものだが、現在では「Best Water Technology」の略とのダブルミーニングとされている。
2020年には持株会社として「BWT Holding GmbH」が設立され、BWT AGは同社傘下の事業会社として再編されている。
日本においてはブリタとカートリッジに互換性のある家庭用のポット型浄水器を過去に販売していたが、2024年現在は平行輸入品を除き販売はされていない。

## スポンサー

### モータースポーツ

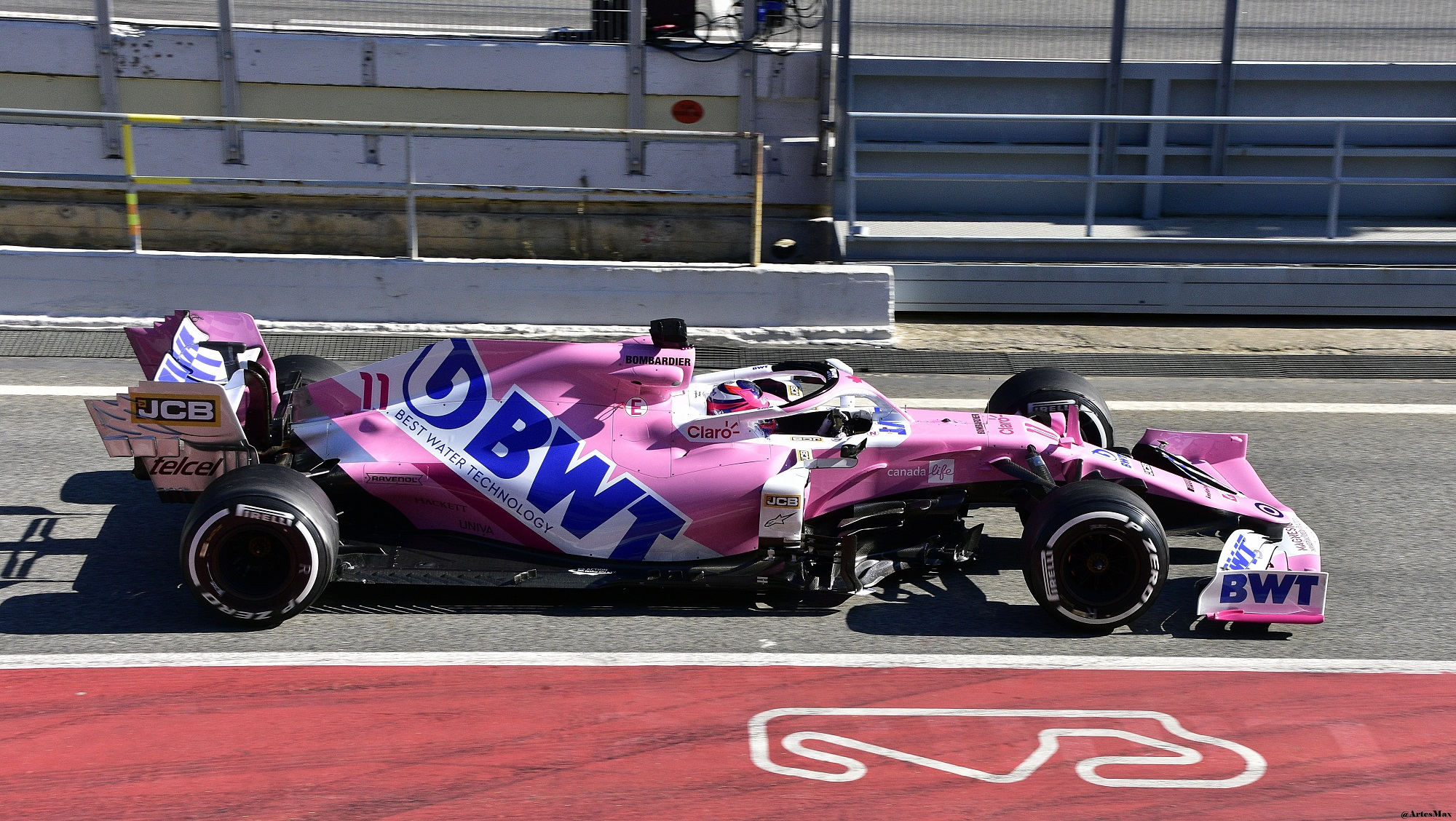
レーシング・ポイント RP20

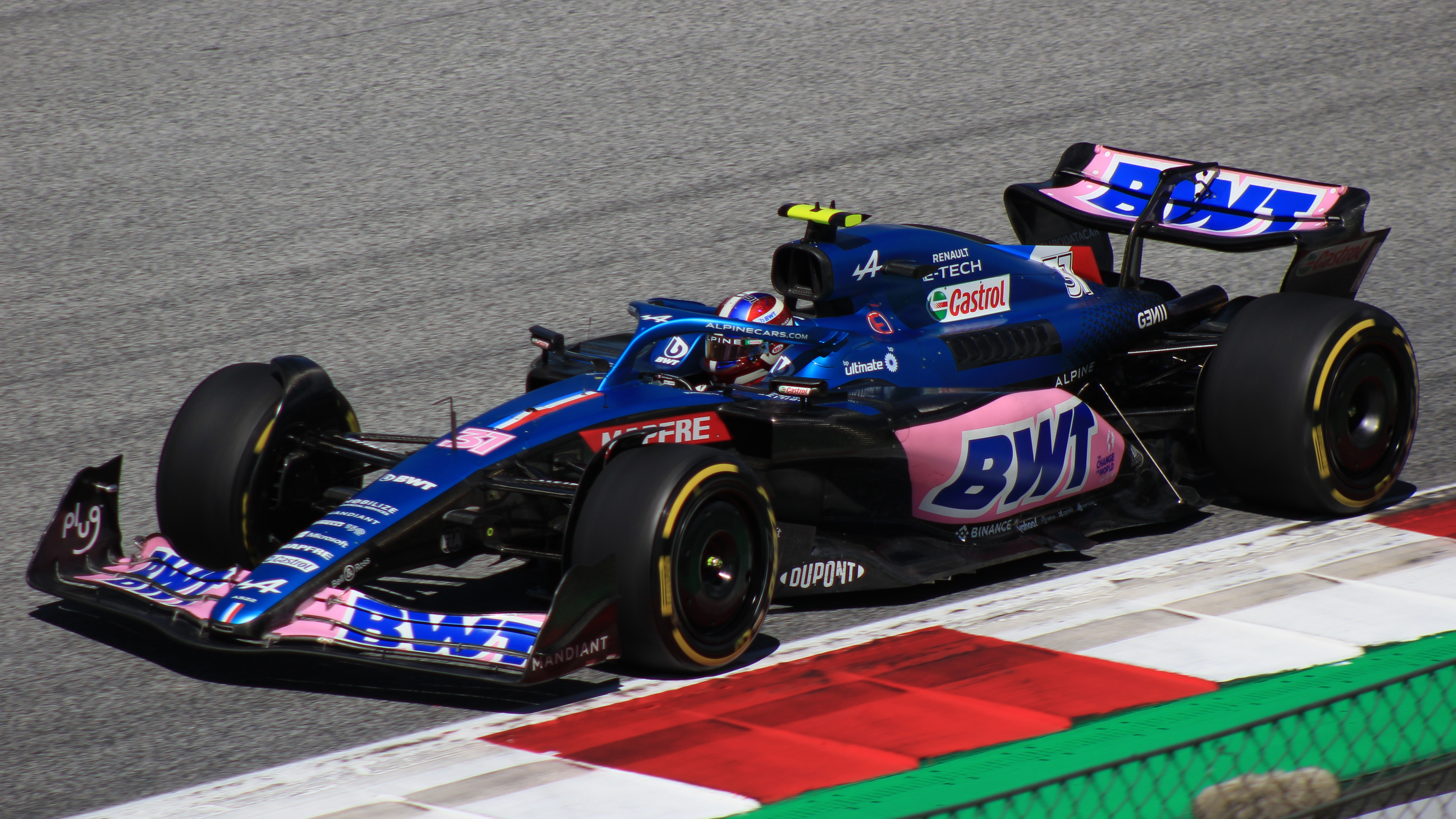
アルピーヌ・A522

BWTは近年自動車レース関連のスポンサーとして積極的に露出を図っている。
2015年からオーストリア出身のルーカス・アウアーが参戦しているドイツツーリングカー選手権（DTM）にて、個人スポンサーとしての活動を皮切りに、複数のモータースポーツでスポンサーとして活動するようになり、2017年からはフォーミュラ1（F1）に参戦するフォース・インディアのメインスポンサーとなり、マシンは同社のイメージカラーであるピンク基調のデザインとなった。同チームが2018年に経営破綻によりレーシング・ポイントと改組されてからも引き続き主要スポンサーの一社であり、2020年はチームのタイトルスポンサーに就任する関係となった。だが、同チームが2021年にアストンマーティンF1となった際、スポンサー契約は継続したものの、規模はやや縮小し、2021年型のマシンのカラーリングの一部に使用されるのみにとどまった。
一方で2021年シーズンの第8戦シュタイアーマルクGPと第9戦オーストリアGPにて、同社がタイトルスポンサーも務めることとなり、トラックサイドの看板、パルクフェルメや表彰台の壁面などがコーポレートカラーのピンク基調のデザインとなった。その後、同年7月30日にF1の公式テクノロジーパートナー（正確にはウォーターテクノロジーパートナー）になることを発表。その内容は同社の水技術を通じて環境対策に協力していくというコメントをしている。これにより、F1のグローバルパートナーに相当する関係となったため、7月30日時点で開催されていた第11戦ハンガリーGPでは、パルクフェルメのトップ3の停車位置を示すボードが黒からピンク基調のデザインへ切り替わっただけとなっていたが、第12戦ベルギーGPからボード以外に他の公式パートナーも行っているトラックサイドの看板の設置も行われるようになり、コース上の何か所かでBWTの看板が設置されている。
2022年シーズンはアストンマーティンF1から離れ、新たにアルピーヌF1のタイトルスポンサーとなる。

### ウィンタースポーツ

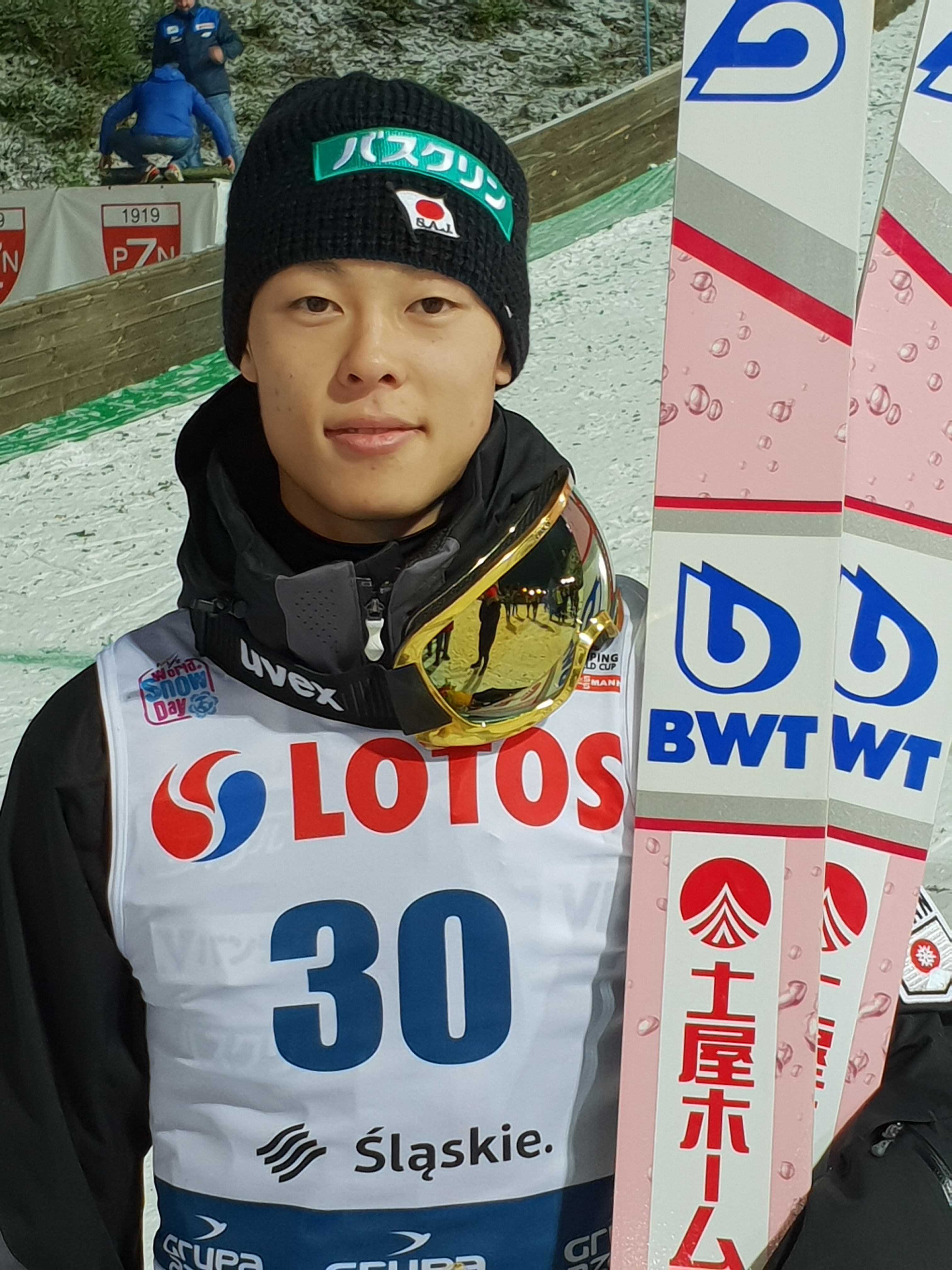
BWTのスキー板を持つ小林陵侑

BWTは2010年代以降、ウィンタースポーツでもスポンサードを拡大している。2018-19シーズンからはスイススキー連盟と契約を結び、スイスのアルペンナショナルチームのスポンサーとなっている他、スキージャンプでは小林陵侑などのトップ選手と契約を結んでいる。小林らの使用するスキー板（「BWT」のロゴ入り）についてはフィッシャーのOEM品となっている。